# Philippe Gautier
Philippe Gautier (* 1. Februar 1960 in Bujumbura) ist ein belgischer Jurist und seit 2019 Registrar des Internationalen Gerichtshofs (IGH).
Nach seinem Studium der Rechtswissenschaften und Philosophie an der Université catholique de Louvain, wo er 1992 auch zum Doktor der Rechte promovierte, arbeitete er von 1984 bis 1997 in verschiedenen Abteilungen des belgischen Außenministeriums. Dort war er mit völkerrechtlichen Fragestellungen befasst, zuletzt als Leiter der Abteilung für völkerrechtliche Verträge. Seit 1985 ist er an der Université catholique de Louvain tätig, wo er seit 1996 eine Professur für Völkerrecht innehat. Zudem war Gautier als Gastprofessor 1987 an der Universität von Butare, Ruanda, 2002 bis 2004 an der Universidad para la Paz in San José (Costa Rica) und 2004/2005 an der Universität von Amsterdam tätig. Von 1997 bis 2001 war Gautier stellvertretender und von 2001 bis 2019 leitender Urkundsbeamter am Internationalen Seegerichtshof.
Er war als Berater im Stab des Generalsekretärs der Vereinten Nationen und Leiter der belgischen Delegation wesentlich am Aufbau des Internationalen Seegerichtshofs beteiligt.
Am 22. Mai 2019 wählte der Internationale Gerichtshof Gautier zu seinem Registrar. Gautiers Amtszeit am IGH beträgt 7 Jahre und hat am 1. August 2019 begonnen.

## Publikationen (Auswahl)
- Environmental damage and the United Nations Claims Commission : new directions for future international environmental cases?. In: Tafsir Malik Ndiaye/Rüdiger Wolfrum (Hrsg.): Law of the sea, environmental law and settlement of disputes : liber amicorum Judge Thomas A. Mensah. Nijhoff, Leiden 2007, ISBN 978-90-04-16156-6, S. 177.
- Les accords informels et la Convention de Vienne sur le droit des traités entre Etats. In: Jean J.A. Salmon/Olivier Corten (Hrsg.): Droit du pouvoir, pouvoir du droit : mélanges offerts à Jean Salmon. Bruylant, Brüssel 2007, ISBN 978-2-8027-2330-1, S. 425.
- L' Etat du pavillon et la protection de intérêts liés au navire. In: Marcelo G. Kohen (Hrsg.): Promoting justice, human rights and conflict resolution through international law : liber amicorum Lucius Caflisch. Nijhoff, Leiden 2007, ISBN 978-90-04-15383-7, S. 177.